# Komische Oper Berlin

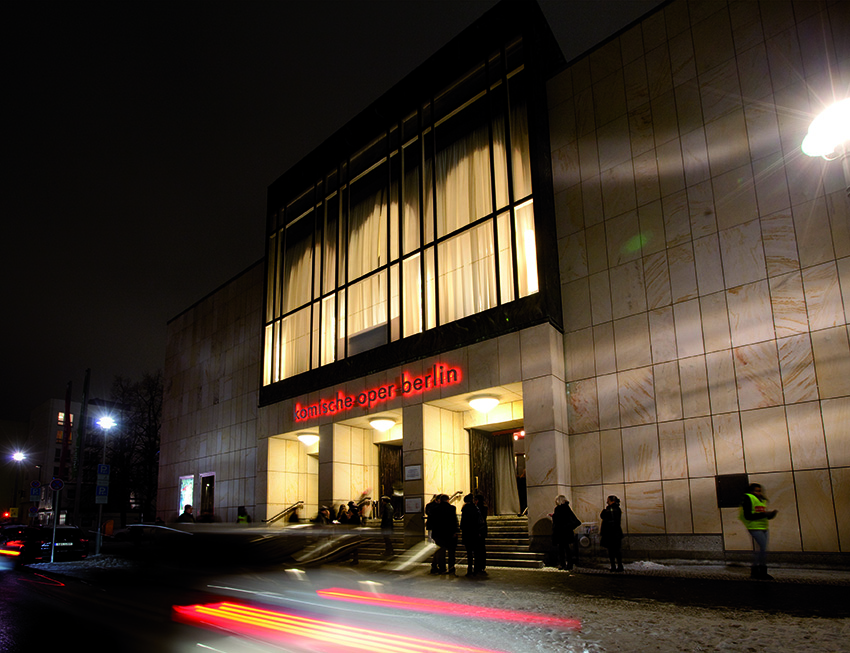
Außenansicht, 2013

Logo

Die Komische Oper Berlin ist ein Opernhaus, derzeit ansässig im Schillertheater in Berlin-Charlottenburg. Das Hauptgebäude wird momentan saniert und befindet sich in der Behrenstraße im Berliner Ortsteil Mitte des gleichnamigen Bezirks. Es ist das kleinste der drei Berliner Opernhäuser und mit der Deutschen Oper, der Staatsoper Unter den Linden sowie dem Staatsballett Berlin und dem Bühnenservice Berlin Teil der Stiftung Oper in Berlin.
Eine Besonderheit des Gebäudes sind die schlicht gestaltete Fassade, das moderne Foyer und die ebenfalls moderne Wandelhalle aus den Jahren des Wiederaufbaus der 1960er Jahre, die im starken Gegensatz zum im Zweiten Weltkrieg weitgehend unzerstörten neobarocken Innenraum stehen.
Im Juli 2024 wurde die Oper aufgrund von Sparmaßnahmen bei der dringend notwendigen Sanierung auf die Rote Liste bedrohter Kultureinrichtungen des Deutschen Kulturrats gesetzt.

## Geschichte

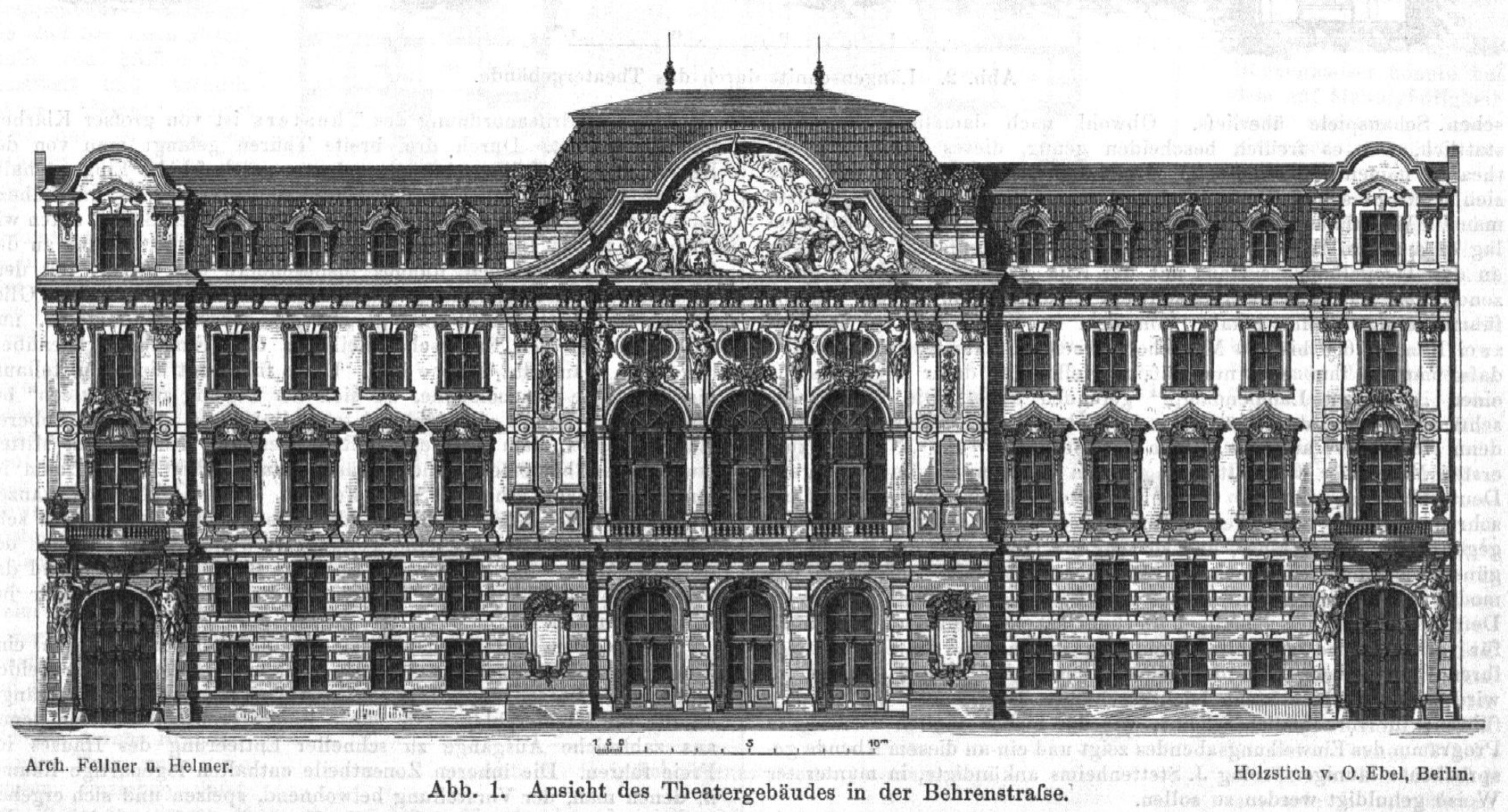
Schaufassade des Theaters Unter den Linden in der Behrenstraße

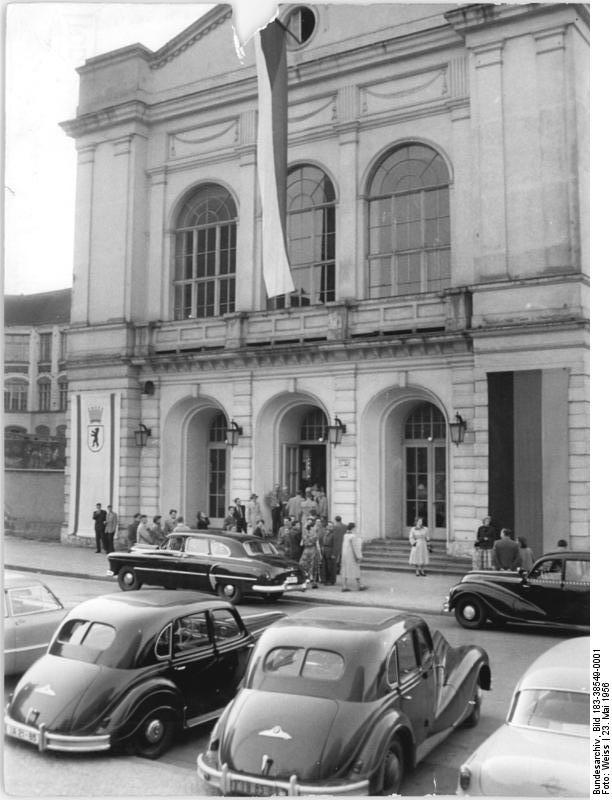
Die Komische Oper, 1956

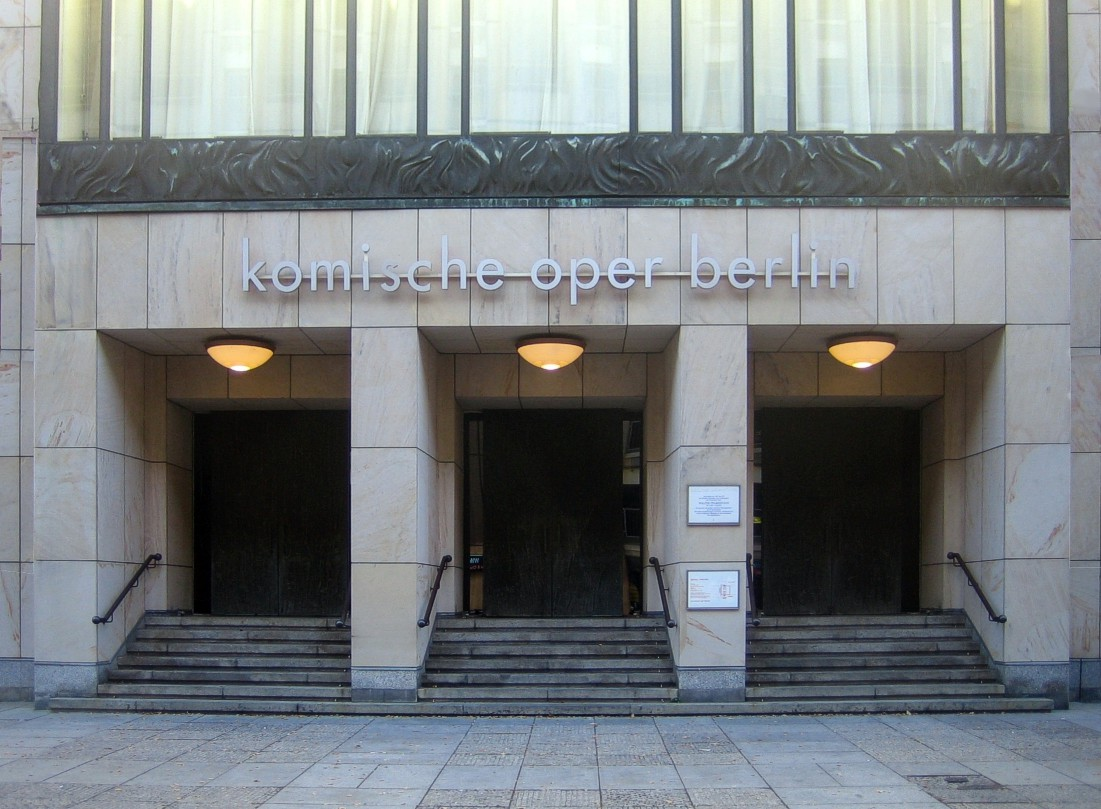
Eingang nach den Umbauten, 2007

### Bis zum Ende des Zweiten Weltkriegs
Siehe Hauptartikel: Alte Komische Oper Berlin
Bereits von 1904 bis 1944 befand sich in der Friedrichstraße 104 an der Weidendammer Brücke ein Musiktheater mit dem Namen Komische Oper. Deren Gründer Hans Gregor bemühte sich darin um einen zeitgenössischeren Zugriff auf das Opernrepertoire, scheiterte aber finanziell. Das Haus wurde in der Folge vor allem mit Operetten bespielt. Im Zweiten Weltkrieg brannte es aus und wurde 1952 abgerissen.
Diese alte Komische Oper ist nicht identisch mit der Neugründung von Walter Felsenstein 1947 in der Behrenstraße 55–57.

### Gebäude in der Behrenstraße
Die Wiener Architekten Hermann Helmer und Ferdinand Fellner (Büro Fellner & Helmer) errichteten das Theatergebäude als Theater Unter den Linden in der Behrenstraße 55–57 für den Wiener Theaterunternehmer Anton Ronacher. Am 23. September 1892 wurde es eröffnet.
Die nicht mehr erhaltene Schaufassade war in Anlehnung an das Wiener Schloss Belvedere gestaltet. Das Giebelrelief, die Seeligen der Erde darstellend, stammte von Theodor Friedl. Der erhaltene Zuschauerraum ist mit prachtvoller Stuckatur im Stil des Neorokoko verziert. Das Deckengemälde des Wiener Malers Eduard Veith zeigte den Einzug „neckischer Kobolde“ durchs Brandenburger Tor.
Ende der 1890er Jahre wechselten die Eigentümer. Neuer Nutzer wurde das Metropol-Theater, das vor dem Ersten Weltkrieg wegen seiner berühmten Metropol-Revuen und nach 1918 als Operettentheater bekannt war.
Im Jahr 1933 wurde das Metropol-Theater geschlossen. 1934 wurde es von der NS-Organisation „Kraft durch Freude“ wiedereröffnet und diente etwa der Uraufführung der Operette Maske in Blau von Fred Raymond oder Frauen im Metropol von Ludwig Schmidseder. Kurz vor Ende des Zweiten Weltkriegs wurden große Teile des Gebäudes sowie der Eingangsbereich und das Deckengemälde zerstört; der Zuschauerraum blieb nahezu unbeschädigt.

### Seit 1947

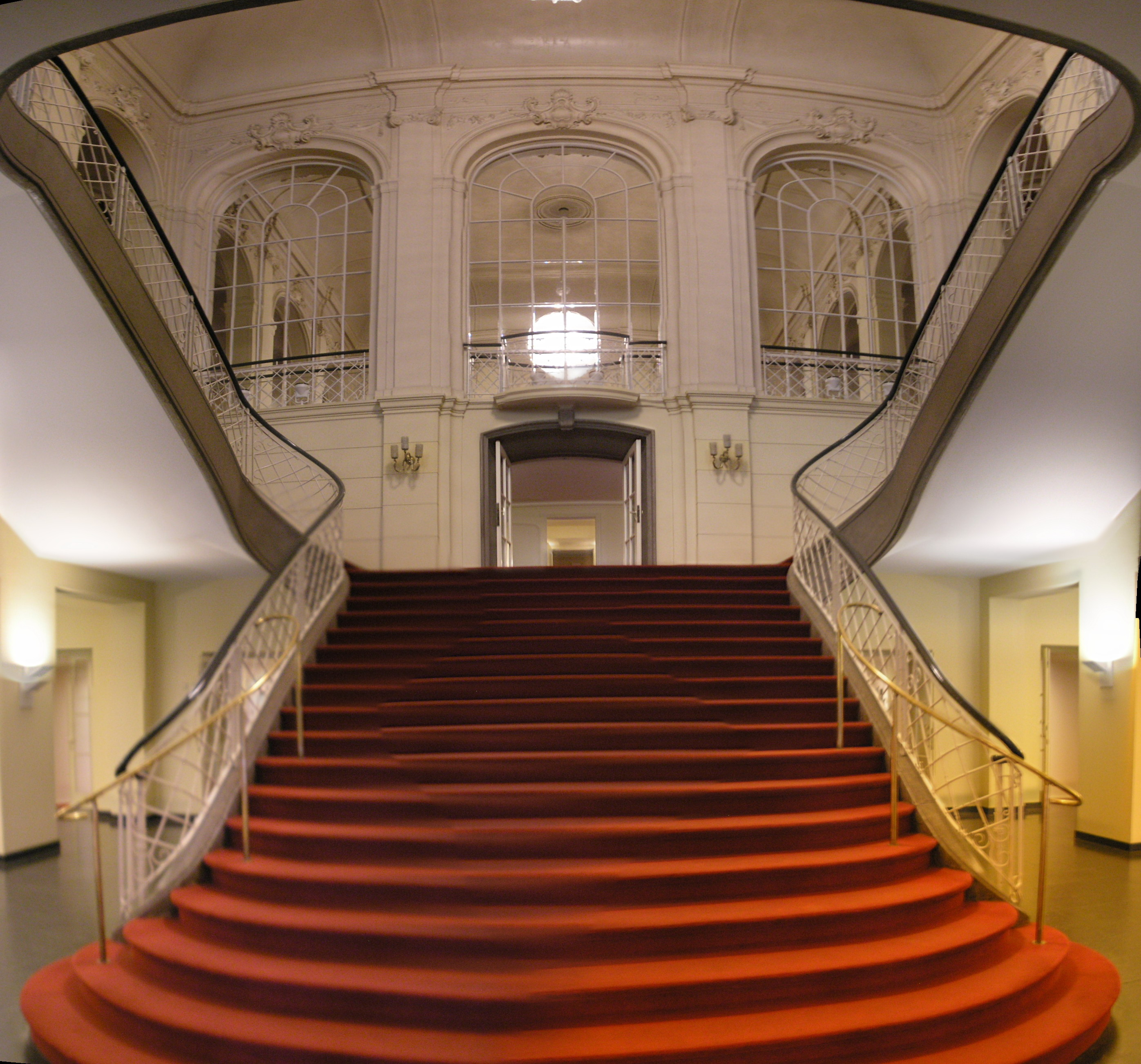
Festtreppe 2007

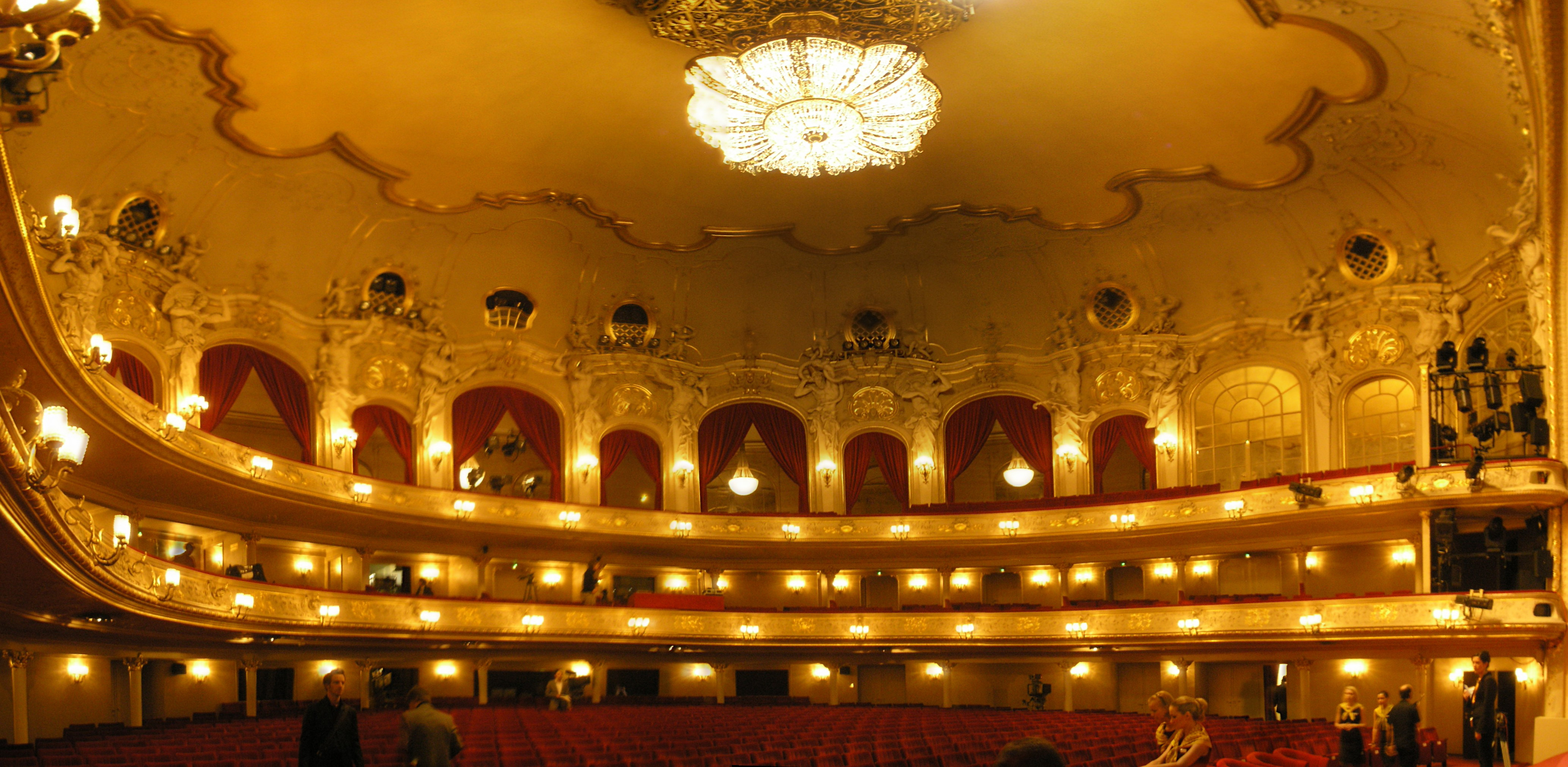
Innenraum, 2007

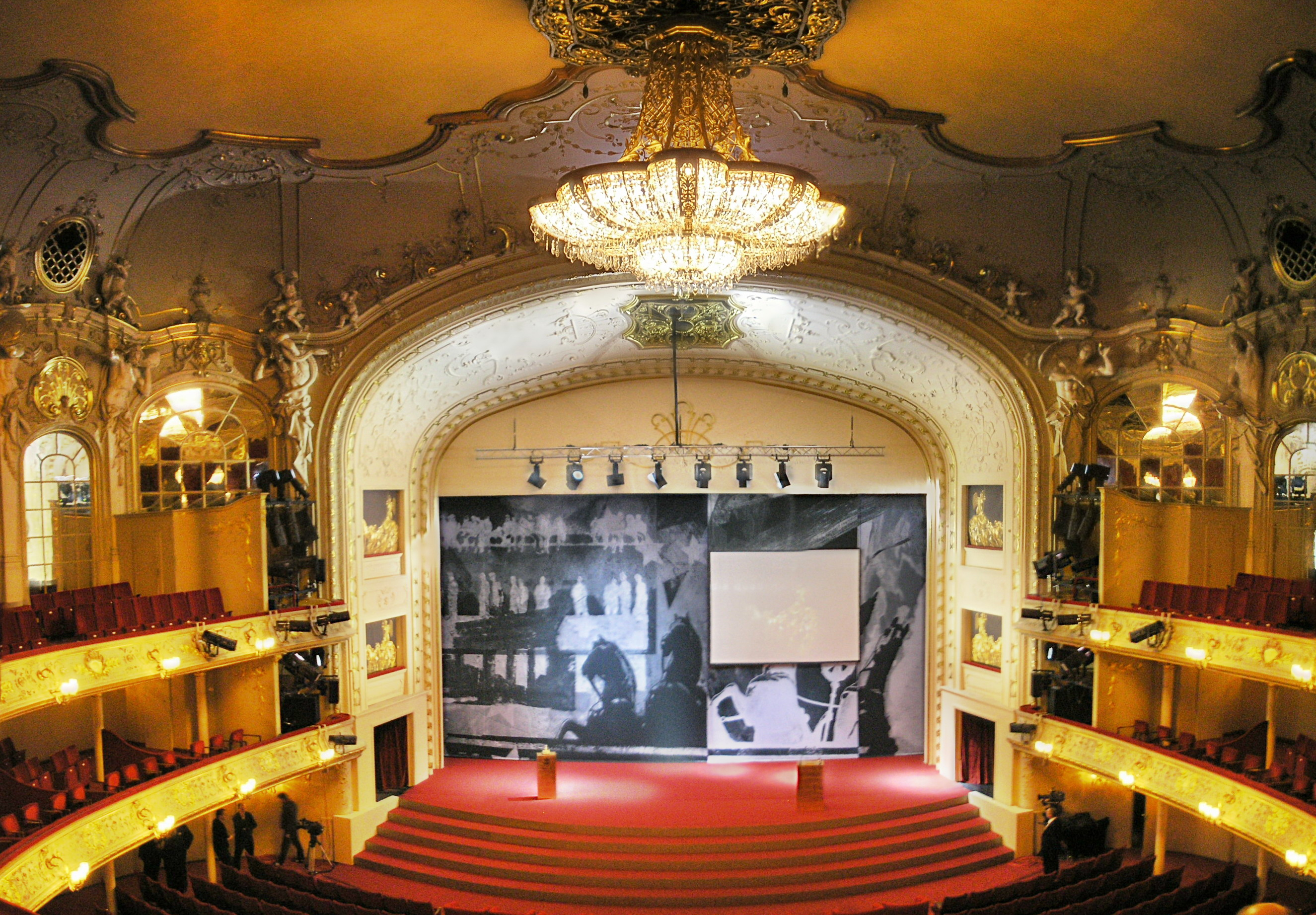
Innenraum, 2007

Im Jahr 1947 begann mit der Gründung der Komischen Oper Berlin durch den österreichischen Regisseur Walter Felsenstein und der Eröffnung am 19. Dezember mit Johann Strauss’ Operette Die Fledermaus ein neues Kapitel in der Geschichte des Gebäudes. Mit der Arbeit von Walter Felsenstein, der bis zu seinem Tod 1975 Intendant und Chefregisseur des Hauses war, erlangte die Komische Oper Berlin weltweite Anerkennung als Geburtsstätte des modernen Musiktheaters.
Einige der Inszenierungen des Regisseurs genießen heute fast legendären Ruhm, so etwa Hoffmanns Erzählungen und Ritter Blaubart von Jacques Offenbach sowie Verdis La traviata. Es wurde ein völlig neues Ensemble gegründet und von dem Kapellmeister Leo Spies ein Orchester neu aufgebaut. Zu den namhaften Dirigenten, welche das 1947 unter Leo Spies gegründete Orchester der Komischen Oper Berlin im Laufe der folgenden Jahre leiteten, zählten Otto Klemperer, Václav Neumann, Rolf Reuter und Kurt Masur. Als Dramaturgen wirkten an der Komischen Oper u. a. Götz Friedrich (auch Regisseur), Siegfried Matthus, Horst Seeger und Hermann Neef.
In den Jahren 1965 und 1966 wurde das Haus nach Entwürfen des Architekten Kunz Nierade umgebaut. Dabei wurde die alte Fassade zerstört und durch eine neue, schlichte Fassade ersetzt; ein neues Funktionsgebäude wurde errichtet. Das Haus wurde am 4. Dezember 1966 mit Mozarts Don Giovanni in der Inszenierung von Walter Felsenstein wiedereröffnet. Die Komische Oper Berlin verfügt heute über eine Kapazität von 1190 Sitzplätzen.
In der Saison 2002/03 bespielte museum in progress mit dem Großbild (90 m²) Looking Back des norwegischen Künstler-Duos Michael Elmgreen und Ingar Dragset den eisernen Vorhang der Komischen Oper Berlin als „lebendigen Museumsraum“. 2005–2006 wurde das Foyer der Oper nach den Plänen des Architekten Stephan Braunfels umgebaut.
Nach dem Tod des Begründers der Komischen Oper war sein Schüler Joachim Herz von 1976 bis 1980 Intendant und Chefregisseur des Hauses. 1981 wurde Werner Rackwitz Intendant und Harry Kupfer Chefregisseur. 1994–2004 übernahm Albert Kost den Posten des Intendanten.
Harry Kupfer wurde 2002 von Andreas Homoki als Chefregisseur abgelöst. 2004 übernahm Homoki das Amt des Intendanten und Chefregisseurs. Von 2012 bis zum Ende der Spielzeit 2021/22 war Barrie Kosky Intendant und Chefregisseur der Komischen Oper Berlin. Ab der Spielzeit 2022/23 ist er der Komischen Oper Berlin noch als Hausregisseur verbunden. Während der Interimsspielzeiten, in denen die Komische Oper Berlin generalsaniert wird und auf andere Spielstätten ausweicht, leiten das Theaterhaus seit der Spielzeit 2022/23 die Geschäftsführende Direktorin Susanne Moser und Operndirektor Philip Bröking als Ko-Intendanz.
Generalmusikdirektoren waren von 1960 bis 1964 Kurt Masur, von 1981 bis 1993 Rolf Reuter, von 1994 bis 2002 Yakov Kreizberg, von 2002 bis 2007 Kirill Petrenko, von 2008 bis 2010 Carl St. Clair und von 2010 bis 2012 Patrick Lange. Ab 2012 war Henrik Nánási Generalmusikdirektor der Komischen Oper Berlin. Sein Nachfolger wurde 2018 der lettische Dirigent Ainārs Rubiķis (* 1978).
Die Komische Oper Berlin wurde 2007 und 2013 von der Fachzeitschrift Opernwelt als „Opernhaus des Jahres“ und die Chorsolisten 2007 und 2015 als „Chor des Jahres“ ausgezeichnet. Das Ensemble des Opernhauses erhielt 2015 und 2024 den International Opera Award.

### Rechtsstreit um das Gebäude
Eine Tochtergesellschaft der Swedish Match erwarb das Grundstück 1936. Diese Gesellschaft verlegte ihren Sitz nach dem Zweiten Weltkrieg von Berlin-Charlottenburg nach Westdeutschland. Der Magistrat von Groß-Berlin stellte das Grundstück unter staatliche Verwaltung. Nach der deutschen Wiedervereinigung beantragte die genannte Tochtergesellschaft des schwedischen Konzerns die Aufhebung der staatlichen Verwaltung und verkaufte das Grundstück an einen Dritten. Letztlich verlor die Gesellschaft den Rechtsstreit gegen das damalige Bundesamt zur Regelung offener Vermögensfragen (BARoV). Das Grundstück war nämlich Gegenstand des Abkommens zwischen der Regierung des Königreichs Schweden und der Regierung der Deutschen Demokratischen Republik zur Regelung vermögensrechtlicher Fragen vom 24. Oktober 1986. Mit diesem Abkommen habe – so das Gericht – die Muttergesellschaft der Klägerin auf der Grundlage des zwischen Schweden und der DDR geschlossenen Abkommens eine pauschale Entschädigungsleistung in Höhe von 18,8 Millionen Schwedische Kronen von der schwedischen Regierung erhalten. Damit seien auch die Schädigungen der Klägerin ausgeglichen worden. Mit dem Abschluss des Abkommens seien die Eigentumsrechte auf die DDR übergegangen. Eine Verfassungsbeschwerde der Klägerin gegen das Urteil hat das Bundesverfassungsgericht nicht zur Entscheidung angenommen.
Nach den vermögensrechtlichen Regelungen des Einigungsvertrages ging das Eigentum auf den Bund über, der das Grundstück in einem Tauschvertrag auf das Land Berlin übertrug.

## Ballett
Das Ballett der Komischen Oper Berlin wurde 1966 von Tom Schilling als „Tanztheater der Komischen Oper“ gegründet. Er leitete es fast 30 Jahre lang. Zahlreiche Ur- und Erstaufführungen haben dem Ensemble ein eigenes künstlerisches Profil verliehen.
Schilling und sein Librettist Bernd Köllinger führten das Tanztheater der Komischen Oper Berlin an die internationale Spitze und begeisterten weltweit das Publikum mit Inszenierungen wie La Mer, Romeo und Julia, Undine, Schwarze Vögel, Ein neuer Sommernachtstraum bis hin zur sozialkritischen Inszenierung Revue. Herausragende Tänzer waren Hannelore Bey, Jutta Deutschland, Roland Gawlik, Dieter Hülse, Angela Reinhardt und Gregor Seyffert.
Einmalig war die Unterstützung des Tanzensembles durch 40 Laientänzer der „Gruppe Junger Tänzer Jean Weidt“ unter der Leitung des Tänzers und Widerstandskämpfers Jean Weidt. Von Beginn an war die Gruppe ein wichtiger Bestandteil in allen Inszenierungen Tom Schillings.
Im Jahr 1994 übernahmen Jan Linkens und Marc Jonkers die künstlerische Leitung des Tanztheaters. 1999 wurde es in BerlinBallett – Komische Oper umbenannt. Nach Richard Wherlock, welcher das Ballett von 1999 bis 2001 leitete, war die Spanierin Blanca Li 2001 und 2002 Chefchoreografin und künstlerische Leiterin. Danach war Adolphe Binder künstlerische Leiterin und sorgte mit Produktionen wie Casa und Screensaver für eine Ausrichtung auf Erst- und Uraufführungen im Bereich des zeitgenössischen Tanztheaters.
Zum Ende der Spielzeit 2003/04 wurde das Tanztheater auf Druck des Berliner Senates aufgelöst.

## Künstlerisches Profil
Der Name Komische Oper verweist auf die Tradition der französischen Opéra comique und ihren Anspruch eines modernen Musiktheaters.
Die Komische Oper Berlin steht für zeitgemäßes und lebendiges Musiktheater, in welchem Musik und szenische Handlung sich gegenseitig bedingen. Den Mittelpunkt bildet das Ensemble von Sänger-Darstellern, das sich in einem breit gefächerten Repertoire von Händel bis ins 21. Jahrhundert präsentiert. Die ersten Spielzeiten unter Andreas Homokis Leitung belegen dies exemplarisch vor allem an der Auswahl der Regisseure, die hier arbeiten. Von der Operngattung „Komische Oper“ gingen wesentliche Impulse für die Entwicklung des Musiktheaters aus. Die Wirkung dieser Impulse will heute die Komische Oper Berlin aufzeigen, indem sie die ganze Breite des Spektrums zeitgenössischer Regiehandschriften präsentiert. So konnten Regisseure wie Calixto Bieito, Peter Konwitschny, Barrie Kosky und Hans Neuenfels langfristig für das Haus gewonnen werden.
Dass alle Opern in deutscher Sprache aufgeführt wurden, stellte lange Zeit eine Besonderheit im internationalen Opernbetrieb dar. Auch diese künstlerische Grundentscheidung geht auf Walter Felsenstein zurück und ist Ausdruck seines Strebens nach Verständlichkeit und unmittelbarer Wirkungskraft des theatralischen Ereignisses, das bis heute für die Arbeit der Komischen Oper Berlin verbindliche Richtschnur geblieben ist.
Mit der Spielzeit 2011/12 begann die Komische Oper Berlin ein neues Projekt, mit dem Ziel, türkischsprachige Menschen für Oper zu begeistern. Unter dem Motto „Selam Opera!“ bietet die Komische Oper Berlin ein umfangreiches Vermittlungsprogramm rund um die Welt des Musiktheaters an. Zu allen Produktionen können Workshops besucht werden, zudem wurden in der Behrenstraße sämtliche Vorstellungen in der Übersetzungsanlage in die türkische Sprache übertragen.

## Sanierung
Seit der Spielzeit 2023/24 befindet sich die Komische Oper Berlin für mindestens sechs Jahre in Sanierung. Im Oktober 2019 wurde der Zuschauerraum mit einem Fangnetz vor herabfallenden Teilen von der Decke geschützt. Im Oktober 2020 lobte eine Fachjury unter der Leitung des Architekten Stefan Behnisch einen Siegerentwurf aus, der seit Sommer 2023 realisiert wird. Insgesamt stellt der Berliner Senat 437 Millionen Euro für die Maßnahmen zur Verfügung. Als Ausweichquartier während der Sanierung dient das Schillertheater.

## Generalmusikdirektoren seit 1960
- Kurt Masur (1960–1964)
- Gert Bahner (1968–1974)
- Géza Oberfrank (1974–1976)
- Rolf Reuter (1981–1993)
- Yakov Kreizberg (1994–2001)
- Kirill Petrenko (2002–2007)
- Carl St. Clair (2008–2010)
- Patrick Lange (2010–2012)
- Henrik Nánási (2012–2018)
- Ainārs Rubiķis (2018–2022)
- James Gaffigan (seit 2023)[18]

## Bedeutende Aufführungen an der (neuen) Komischen Oper Berlin

### Uraufführungen
- 1967: Siegfried Matthus: Der letzte Schuß
- 1972: Siegfried Matthus: Noch einen Löffel Gift, Liebling
- 1979: Georg Katzer: Das Land Bum-Bum
- 1985: Siegfried Matthus: Judith
- 1991: Georg Katzer: Antigone oder die Stadt
- 2008: Robin Hood, Auftragsarbeit der Komischen Oper Berlin an Frank Schwemmer, UA: 2. November 2008
- 2009: Christian Jost: Hamlet, in der Kritikerumfrage der Zeitschrift Opernwelt als „Uraufführung des Jahres“ ausgezeichnet
- 2010: Die Schneekönigin, Auftragsarbeit der Komischen Oper Berlin an Pierangelo Valtinoni, UA: 24. Oktober 2010
- 2012: American Lulu, Auftragswerk der Komischen Oper Berlin in Zusammenarbeit mit The Opera Group London an Olga Neuwirth, UA: 30. September 2012
- 2012: Ali Baba und die 40 Räuber, Auftragsarbeit der Komischen Oper Berlin an Taner Akyol, UA: 28. Oktober 2012
- 2013: Des Kaisers neue Kleider, 1962 entstanden, in der Tschechoslowakei lange verboten Miloš Vacek, UA: 13. Oktober 2013
- 2015: Schneewittchen und die 77 Zwerge, Auftragsarbeit der Komischen Oper Berlin an Elena Kats-Chernin, UA: 1. November 2015
- 2021: Die Zaubermelodika, Auftragswerk der Komischen Oper Berlin an Iiro Rantala, UA: 24. Oktober 2021

### Neuinszenierungen
- 1947: Walter Felsenstein: Die Fledermaus
- 1949: Walter Felsenstein: Carmen
- 1956: Walter Felsenstein: Das schlaue Füchslein
- 1966: Walter Felsenstein: Don Giovanni
- 1970: Götz Friedrich: Porgy and Bess (DDR-Erstaufführung)
- 1971: Walter Felsenstein: Der Fiedler auf dem Dach
- 1977: Joachim Herz: Aufstieg und Fall der Stadt Mahagonny
- 1980: Joachim Herz: Lulu
- 1981: Harry Kupfer: Die Meistersinger von Nürnberg
- 1983: Harry Kupfer: Lear (DDR-Erstaufführung)
- 1984: Harry Kupfer: Giustino
- 1986: Harry Kupfer: Die Zauberflöte
- 1992: Christine Mielitz: Rienzi
- 1998: Andreas Homoki: Die Liebe zu den drei Orangen
- 2004: Calixto Bieito: Die Entführung aus dem Serail
- 2008: Barrie Kosky: Kiss me, Kate
- 2012: Monteverdi-Zyklus (musikalische Bearbeitung von Elena Kats-Chernin), zur Eröffnung der Intendanz von Barrie Kosky
- 2013: Barrie Kosky: Ball im Savoy
- 2015: Barrie Kosky: Moses und Aron

### Uraufführungen am Metropol-Theater (1892–1944)
- 1913: Jean Gilbert: Die Kinokönigin
- 25. August 1917: Leon Jessel: Das Schwarzwaldmädel [19]
- 1923: Walter Kollo: Marietta
- 1928: Franz Lehár: Friederike
- 1929: Franz Lehár: Das Land des Lächelns
- 1932: Oscar Straus: Eine Frau, die weiß, was sie will
- 1935: Fred Raymond: Ball der Nationen
- 1936: Fred Raymond: Auf großer Fahrt
- 1937: Fred Raymond: Maske in Blau
- 1938: Ludwig Schmidseder: Melodie der Nacht
- 1939: Ludwig Schmidseder: Die oder Keine
- 1940: Ludwig Schmidseder: Frauen im Metropol
- 1942: Friedrich Schröder: Hochzeitsnacht im Paradies
- 1947: Friedrich Schröder: Nächte in Shanghai

## Auszeichnungen
- 2007: Opernhaus des Jahres, gemeinsam mit der Oper Bremen[20]
- 2007: Chor des Jahres [20]
- 2013: Opernhaus des Jahres [21]
- 2015: Chor des Jahres [22]
- 2017: BKM-Preis Kulturelle Bildung für Eine Opernreise. Auf den Spuren der Gastarbeiterroute [23][24]
- 2024: International Opera Awards, Kategorie Opera Company [25]

## Ehrenmitglieder der Komischen Oper Berlin
- Irmgard Arnold
- Rudolf Asmus
- Hannelore Bey
- Werner Enders
- Marianne Fischer-Kupfer
- Joachim Herz
- Harry Kupfer
- Kurt Masur
- Hanns Nocker
- Rolf Reuter
- Tom Schilling
- Anny Schlemm